# UEFA Women’s Nations League
Die UEFA Women’s Nations League ist ein zweijährlicher internationaler Frauenfußballwettbewerb, an dem die A-Nationalmannschaften der Frauen der Mitgliedsverbände der UEFA teilnehmen.
In der ersten Saison 2023/24 nahmen 51 Nationalmannschaften teil. Von den UEFA-Mitgliedern fehlten nur Gibraltar, Liechtenstein, Russland und San Marino.
Der Wettbewerb umfasst drei Ligen mit Auf- und Abstieg zwischen ihnen sowie ein Endturnier zur Ermittlung des Siegers. Je nach Saison wird es auch Teil des Qualifikationsprozesses für die EM, WM oder der Olympischen Sommerspiele sein.

## Geschichte
Der Wettbewerb wurde am 2. November 2022 angekündigt. Am 2. Mai 2023 fand die Auslosung für die erste Austragung statt. Die beiden Finalisten qualifizierten sich für die Olympischen Sommerspiele 2024.

## Austragungsmodus

### 2023/24
Es gab die drei Ligen A, B und C mit je vier Gruppen und jeweils vier Mannschaften, wobei es in der Liga C zusätzlich eine weitere Gruppe mit drei Mannschaften gab. Die Verteilung richtete sich nach dem UEFA-Koeffizientenranking. Die Teams traten in Hin- und Rückspielen gegeneinander an.
Die Gruppenersten der Liga A qualifizierten sich für die Finalrunde. Wie bei den Männern gab es zwei Halbfinale, das Spiel um Platz drei und das Finale.
Die Sieger der Ligen B und C stiegen in die jeweils höhere Liga auf, die Gruppenvierten der Liga A und B sowie der schlechteste Gruppendritte der Liga B stiegen jeweils in die nächstniedrigere Liga ab. In Playoffs spielten zudem die Drittplatzierten der Liga A gegen die Zweitplatzierten der Ligen B vier weitere Plätze in der Liga A, die drei besten Drittplatzierten der Ligen B gegen die drei besten Zweitplatzierten der Ligen C drei weitere Plätze in der Liga B aus.

### 2025
Es gab die zwei Ligen A und B mit je vier Gruppen und jeweils vier Mannschaften sowie die Liga C mit sechs Gruppen, wobei es je drei Gruppen mit vier bzw. drei Mannschaften gab. Die Verteilung richtete sich nach dem UEFA-Koeffizientenranking. Die Teams traten in Hin- und Rückspielen gegeneinander an.
Die Gruppenersten der Liga A qualifizierten sich für die Finalrunde. Es gibt zwei Halbfinale, das Spiel um Platz drei und das Finale, alle jeweils mit Hin- und Rückspielen.
Die vier Gruppenletzten der Liga A steigen in die Liga B ab, während die vier Gruppensieger der Liga B in die Liga A aufsteigen.

Aus der Liga B steigen sechs Mannschaften in die Liga C ab und die sechs Gruppenersten der Liga C steigen in die Liga B auf.

Darüber hinaus spielen die vier Drittplatzierten der Gruppen der Liga A in zwei Spielen gegen die vier Zweitplatzierten der Gruppen der Liga B. Die Sieger spielen in der Liga A in den European Qualifiers zur FIFA-WM 2027, die Verlierer spielen in der Liga B.

Ebenso spielen die beiden besten Drittplatzierten der Gruppen der Liga B in zwei Spielen gegen die beiden besten Zweitplatzierten der Gruppen der Liga C. Die Sieger spielen in der Liga B in den European Qualifiers, die Verlierer spielen in der Liga C.

## Die Turniere (Final Four) im Überblick
Die zweite Phase der UEFA Women’s Nations League, das Endrundenturnier der jeweiligen Final Four der vier Gruppensieger der Liga A, soll immer im zweijährigen Rhythmus ausgespielt werden.
| 2023/24 | Spanien | 2:0 | Frankreich | Deutschland | 2:0 | Niederlande |
| 2025    |         |     |            |             |     |             |